# Ferula assafoetida
A assa-fétida (Ferula assafoetida) é uma espécie de planta do gênero Ferula. É frequente na Pérsia.